# Ханська
Ха́нська (рос. Ха́нская; адиг. Хъанхьабл) — станиця в Адигеї. Адміністративно підпорядкована адміністрації міста Майкоп.
Населення — 11 245 осіб (2010).
Станиця розташована на правом березі річки Біла, за 12 км на північний захід від центру міста Майкоп, за 12 км на південний схід від міста Бєлорєченськ. Залізнична станція Ханська на залізниці Бєлорєченськ — Хаджох.
Консервний завод.
Зі східної сторони станиці знаходиться авіабаза Ханська.